# Петрушевский, Михаил Фомич
Михаи́л Фоми́ч Петруше́вский (8 [20] ноября 1832, Санкт-Петербург — 18 [30] июня 1893, близ Рыбинска, Рыбинский уезд, Ярославская губерния; похоронен в Санкт-Петербурге на Смоленском православном кладбище [уч. 109]) — русский военный деятель, генерал от инфантерии (1891), герой Туркестанских походов и русско-турецкой войны 1877—1878 годов.

## Биография
Родился 8 (20) ноября 1832 в Санкт-Петербурге, младший сын метролога Фомы Ивановича Петрушевского. Его братьями были военный писатель и биограф А. В. Суворова Александр Фомич, артиллерист генерал Василий Фомич и ученый-физик Фёдор Фомич.
Воспитанник 1-го кадетского корпуса, начал службу прапорщиком 8 августа 1850 года в Лейб-гвардии Литовском полку. Произведённый 6 декабря 1853 года в подпоручики Петрушевский принял участие в Восточной войне.
В 1860 году окончил успешно курс военной академии и 30 августа получил чин штабс-капитана. По возвращении в свой полк он был 30 августа 1863 года произведён в капитаны и принял участие в усмирении польского мятежа; в одном из дел с повстанцами (при д. Новавесь) был ранен и за боевые отличия награждён орденом св. Владимира 4-й степени с мечами и бантом.
В 1864 году Петрушевский был причислен к Генеральному штабу и назначен на службу в Оренбургский военный округ, где в 1865 году был награждён орденом св. Станислава 2-й степени и 25 февраля 1866 года получил чин подполковника, 27 августа занял должность начальника штаба местных войск, 30 августа того же года произведён в полковники.
21 июня 1867 года был назначен помощником начальника штаба Туркестанского военного округа и в 1868 году принял участие в покорении Бухары, находился в боях у Катта-Кургана и при Зерабулаке, за выдающееся отличие при штурме Чапан-Атинских высот под Самаркандом был произведён 6 июня в генерал-майоры (со старшинством от 30 августа 1870 года) и награждён орденом св. Анны 2-й степени, в следующем году получил орден св. Владимира 3-й степени с мечами.
19 января 1870 года был назначен помощником начальника 32-й пехотной дивизии, через год награждён орденом св. Станислава 1-й степени. 30 августа 1873 года получил в командование 1-ю бригаду той же дивизии, 9 октября того же года перемещён на должность командира 2-й бригады 11-й пехотной дивизии, а 9 декабря назначен начальником штаба Харьковского военного округа.
Желая принять участие в войне с Турцией, Петрушевский отчислился от этой должности в распоряжение главнокомандующего Дунайской армией великого князя Николая Николаевича (старшего) и 28 января 1877 года был назначен командиром 2-й бригады 14-й пехотной дивизии, участвуя с ней в переправе через Дунай у Зимницы. 13 августа получил чин генерал-лейтенанта. После ранения генерала М. И. Драгомирова Петрушевский 8 октября был назначен начальником 14-й пехотной дивизии, с которой доблестно оборонял Шипку. При атаке Шипкинской позиции и пленении армии Весселя-паши корпусом генерала Радецкого, 28 декабря 1877 года, Петрушевский начальствовал войсками, атаковавшими турок с фронта. За боевые отличия в эту войну Михаил Фомич был награждён орденами св. Георгия 4-й и 3-й степеней (оба в 1877 году), орденом св. Анны 1-й степени с мечами и золотым оружием с надписью «За храбрость» и бриллиантовыми украшениями (в 1878 году). В 1879 году награждён орденом св. Владимира 2-й степени с мечами и зачислен в 55-й пехотный Подольский полк.

14-й пехотной дивизией командовал до 1882 года, когда, по смерти Скобелева, 12 июля принял в командование его 4-й армейский корпус. В 1883 году награждён орденом Белого орла и в 1886 году получил орден св. Александра Невского. 30 августа 1891 года был произведён в генералы от инфантерии и назначен состоять в распоряжении военного министра. Петрушевский трагически погиб в 1893 году при пожаре на Волге, близ Рыбинска, парохода «Альфонс Зевеке». Журнал «Разведчик» так описывает его гибель:
Генералу счастливо удалось спастись из огня и прыгнуть в воду; он поплыл к берегу, поддерживаемый сначала своим денщиком, а потом одним из крестьян; он уже выбрался на мелкое место, недалеко от берега, но тут же и скончался от апоплексического удара.